# Aphanius dispar richardsoni
Aphanius dispar richardsoni é uma subespécie de peixe da família Cyprinodontidae.
Pode ser encontrada nos seguintes países: Israel e Jordânia.
Os seus habitats naturais são: rios e marismas de água doce.
Está ameaçada por perda de habitat.